# ワルシャワラジオ塔
ワルシャワラジオ塔（ワルシャワラジオとう、英語： Warsaw radio mast、ポーランド語：Maszt radiowy w Konstantynowie）はかつてポーランドのマゾフシェ県プウォツク郡ゴンビンのコンスタンティヌフという集落にあった高さ646.38メートルの電波塔である。コンスタンティヌフ・ラジオ塔とも言う。
現在存在する電波塔では世界一高い東京スカイツリーの634mを上回る高さを誇っていたが、その完成より約17年後の1991年8月8日、支線の設置に伴う補修中の人為的ミスにより倒壊した。

## 概説
東京タワーのような自立型の塔ではなく、3角柱の鉄塔を、3方向に設置された支線（ワイヤー）の張力で固定する方式（支線型）の塔であった。
地元の建築家であるヤン・ポラーク (Jan Polak) の設計により1970年7月に建造開始され、1974年5月18日に完成、同年7月22日に送信を開始した。その総重量は380トン、420トン、550トン、660トンなど諸説ある。
ワルシャワの放送局（ポーランドラジオ）の227 kHz（1988年2月1日まで。それ以降は225 kHz）の長波放送のために使われ、受信可能地域は欧州及び北アフリカの全域であった。はしごとエレベーターを備えていたが、エレベーターの速度が分速21メートルのため、最上部に上るには30分を要した。
アラブ首長国連邦のドバイにあるブルジュ・ハリファが、建築中の2008年5月19日に649.7メートルに達するまで、人工建造物としては史上最高の記録を保持していた。

## 倒壊

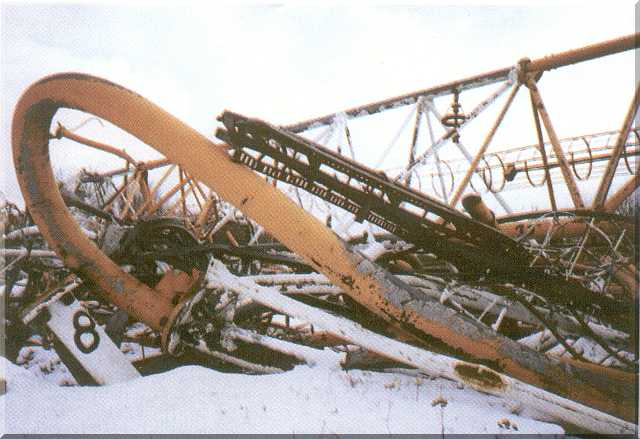
倒壊したワルシャワラジオ塔（1992年撮影）

1991年8月8日、ラジオ塔に張られた5段階の高さの支線のうち、一番高い位置にあるワイヤーの交換作業中にミスが発生、これによって鉄塔から3方向に張られた支線の張力のバランスが崩れ、鉄塔は中程から曲がり、最終的には折れてしまった。なお、送信機の建物には損傷はなく、また作業員は避難していて、けが人は出なかった。
倒壊後、ポーランドラジオは、送信所の機能を、ワルシャワ近郊のラシンラジオ送信局（335メートル）に移した。同局では1978年以来、長波 198 kHz（出力500 kW）での送信に使用していたが、ワルシャワラジオ塔から送信していた225 kHzと同時に送信することはできないため、 2番目の長波放送送信所がポーランド国内に建設されるか、両方の周波数での送信を可能にする特別な装置がラシン送信局に設置されるまで、198 kHzでの送信を中止する必要があった。後者はより単純な解決策であったが、両方の送信機の有効性と信頼性を低下させるとして受け入れられず、実行されなかった。
ポーランドラジオの長波放送は国外のポーランド人にとって特に重要であるため、1992年4月には早くも、ポーランド政府はワルシャワラジオ塔の再建計画を公表、1995年9月には再建工事に入った。再利用可能な古い基礎の改修はすでに始まっていたが、マストからの放射線による健康被害を主張する地元住民の抗議により、再建は中止された。これらの主張の正確性は検証されていないが、新しい送信所の設置が求められた。いくつかの場所が検討されたが、結果的にソレツクヤフスキーのすぐ南東にあるポーランド軍の軍事施設跡地が選ばれた。1998年から1999年にかけて、長波225 kHz（出力1200 kW）の送信機を備えた新しい長波送信所が建設され、1999年9月4日に開設され、ラシン送信局は長波198 kHzでの送信を再開した。この送信局では、330メートルと289メートルの接地されたトップフィードマストをアンテナとして使用している。